# 別什恰迪山脈
49°16′59″N 22°28′59″E / 49.283°N 22.483°E

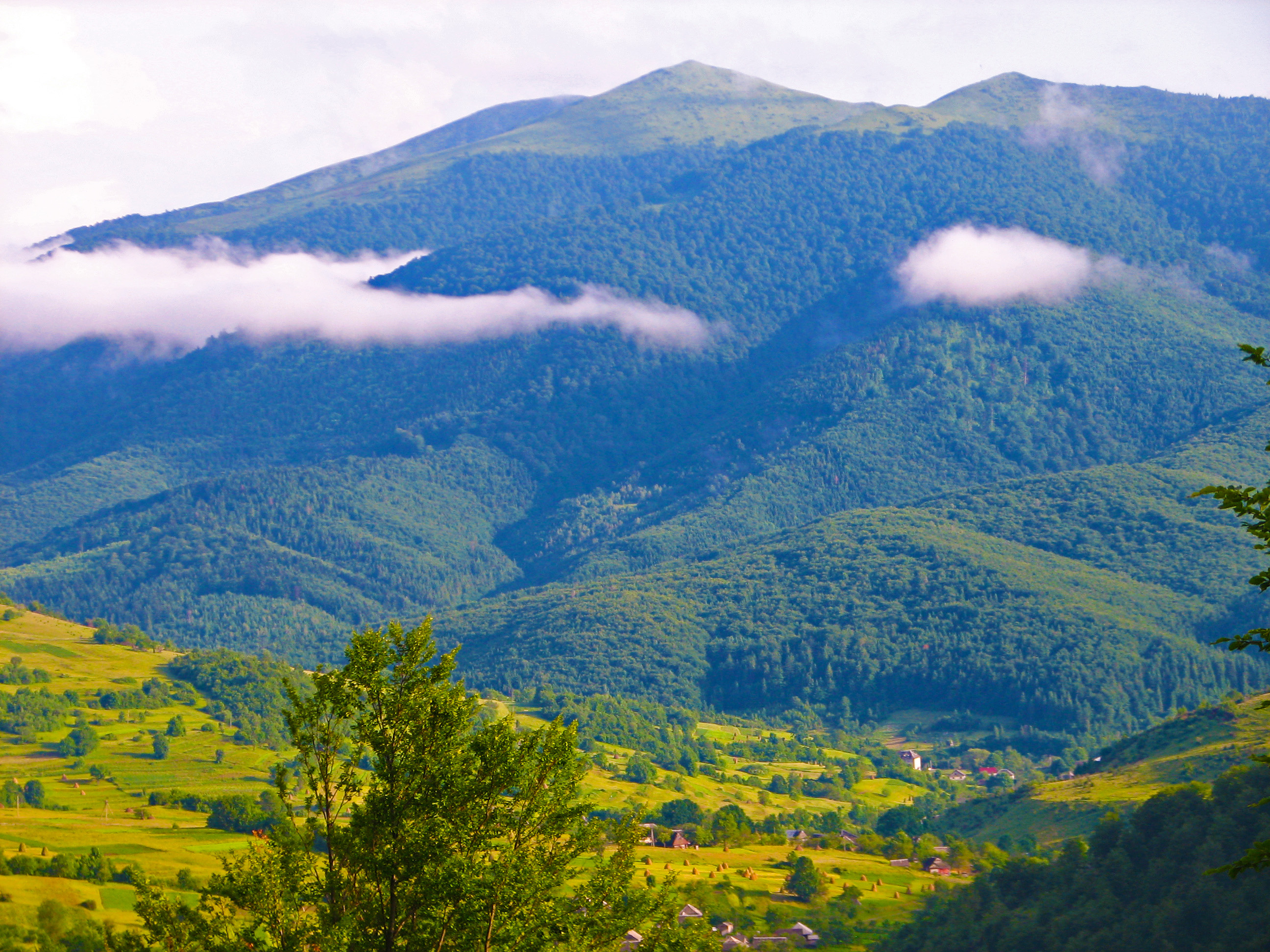

別什恰迪山脈是東歐的山脈，橫跨波蘭、斯洛伐克、烏克蘭，屬於東貝斯基德山脈西部的一部分，最高點皮庫爾山海拔高度1,405米。